# Мінден (Айова)
Мінден (англ. Minden) — місто (англ. city) в США, в окрузі Поттаваттамі штату Айова. Населення — 600 осіб (2020).

## Географія
Мінден розташований за координатами 41°28′6″ пн. ш. 95°32′28″ зх. д. / 41.46833° пн. ш. 95.54111° зх. д. (41.468363, -95.541029).  За даними Бюро перепису населення США в 2010 році місто мало площу 1,10 км², з яких 1,08 км² — суходіл та 0,01 км² — водойми.

## Демографія
Згідно з переписом 2010 року, у місті мешкало 599 осіб у 232 домогосподарствах у складі 165 родин. Густота населення становила 547 осіб/км².  Було 246 помешкань (225/км²).
Расовий склад населення:
| - 98,7 % — білих - 0,5 % — азіатів - 0,2 % — корінних американців - 0,2 % — чорних або афроамериканців |

До двох чи більше рас належало 0,5 %. Частка іспаномовних становила 0,5 % від усіх жителів.
За віковим діапазоном населення розподілялося таким чином: 27,4 % — особи молодші 18 років, 58,1 % — особи у віці 18—64 років, 14,5 % — особи у віці 65 років та старші. Медіана віку мешканця становила 37,3 року. На 100 осіб жіночої статі у місті припадало 111,7 чоловіків;  на 100 жінок у віці від 18 років та старших — 110,1 чоловіків також старших 18 років.
Середній дохід на одне домашнє господарство  становив 66 357 доларів США (медіана — 62 917), а середній дохід на одну сім'ю — 73 320 доларів (медіана — 71 429). За межею бідності перебувало 1,4 % осіб, у тому числі 0,0 % дітей у віці до 18 років та 3,6 % осіб у віці 65 років та старших.
Цивільне працевлаштоване населення становило 311 осіб. Основні галузі зайнятості: освіта, охорона здоров'я та соціальна допомога — 22,8 %, роздрібна торгівля — 17,4 %, публічна адміністрація — 10,0 %, фінанси, страхування та нерухомість — 9,3 %.